# 7,65 × 25 mm Borchardt
El 7,65 × 25 mm Borchardt es un cartucho de pistola diseñado por Hugo Borchardt para la Borchardt C-93. El cartucho que creó para ella suele definirse como un 7,63x25mm Mauser, con carga reducida (cuando en realidad la pistola Mauser se creó años después y utilizaba cartuchos Borchardt potenciados) el cual tiene medidas similares, pero es más potente, y para los cartuchos 7,65x22mm Parabellum y 7,62x25mm Tokarev.

## Datos técnicos
Medidas:
- Cuello=8,4 mm
- Hombro=9,4 mm
- Base=9,8 mm
- Pestaña=9,9 mm

Balística:
- Pesa de la bala=5,5 g
- Tipo de bala=encamisada
- Velocidad=390 m/s
- Energía=423 julios